# 马里内斯
马里内斯，是西班牙巴伦西亚自治区巴伦西亚省的一个市镇。总面积35平方公里，总人口1396人（2001年），人口密度40人/平方公里。